# Klopotec
Klopôtec je lesena mehanska naprava na visokem lesenem drogu, podobna mlinu na veter. Ob svojem delovanju ustvarja ropot (lesena kladiva ob vrtenju tolčejo po deski) in se zaradi tega uporablja kot ptičje strašilo. Je neizogiben del področij, kjer raste vinska trta v Sloveniji, Avstriji (kjer ga imenujejo Klapotetz) in Hrvaški. Klopotec je eden od simbolov Slovenije.

## Zgodovina
V Sloveniji je klopotec najbolj razširjen v Prlekiji, Slovenskih goricah, Halozah in v Prekmurju. Klopotec se prvič omenja konec 17. sol. in začetku 18. stoletja, sprva naj bi jih postavljali na poljih, kasneje pa pretežno v vinogradih. Leta 1797 je tudi Leopold Volkmer v njegovi slovenski pesmi Tolažba enega vincerla omenil klopotec. 
Klopotci so različno izdelani, v Slovenskih goricah ima dva para kril ali vetrnic, na Goričkem tri pare in na Avstrijskem Štajerskem štiri pare kril.